# Картезіанський сумнів
Картезіанський сумнів - це складова філософії Рене Декарта, яка в його творах використовується в різних модальностях. Так є сумнів, що стосується достовірності наших сприйняттів, сумнів, який направлений на відчуття і який підтверджений в першій метафізичній медитації, наприклад, за допомогою оптичних ілюзій. Є також гіперболічний сумнів, сумнів, який направлений не тільки на чутливе, досягає всієї сфери реальності, включно із світом надчутливого. Навіть наукові істини більше не захищені. Саме цей процес сумніву дозволяє Декарту в метафізичних медитаціях прийти до cogito. Це також він, хто доводить емпіричним способом (і не за допомогою логічної демонстрації) існування нашої свободи ("Принципи філософії" I, 39).
У Декарта сумнів повинен бути поставлений у контексті домінуючої філософії того часу, в першій половині 17 століття, яка була схоластикою.

## Сумнів у "Міркуванні про метод"
Особливо Декарт критикував схоластичну філософію, яка слугувала освітньою базою в тогочасних коледжах і особливо престижного коледжу Ла Флеш учнем якого він був. В Міркуванні про метод (1637) він пише:
"Замість цієї спекулятивної філософію, яку вивчають в школах можна відкрити прикладну філософію, за допомогою якої, знаючи силу та дії вогню, води, повітря, зірок, небес та всіх інших тіл, які нас оточують, так виразно, як ми знаємо різні ремесла наших майстрів, ми могли б використовувати їх однаково для всіх застосувань, для яких вони властиві, і, таким чином, стати господарями та власниками природи."

## Сумнів в "Метафізичних медитаціях"
Щоб впевнитися в надійності наших знань, нам потрібно раз і назавжди знайти непохитну основу з якої ми могли б вивести все інше. Таким чином, можна сказати, що картезіанський метод в дійсності починається ставленням під сумнів всіх знань, які нам здаються достовірними.

### Застереження щодо картезіанського методу
Хоча "Міркування про метод" Декарт пише французькою, щоб здобути більшу аудиторію (мова йде про першу філософську працю написану французькою, тоді як мова науки використовувалася латинська мова), однак він не радить всім слідувати за шляхами, які він дослідив:
- тому що, щоб досягнути впевненості потрібно самостійно випробувати наші знання; Декарт не може бути певним щодо свого читача. Сумнів і метод мають дуже помітні субʼєктивні аспекти, незважаючи на те, що Декарт сподівається заснувати науки.
- тому що деякі люди до цього нездатні, через поквапливість чи скромність; для більшості людей не потрібно радити сумнів, тому що надто великий ризик того, що вони помилятимуться все своє життя.

"Епістемон: Я думаю, що дуже небезпечно просуватися далеко в такій манері міркувань: універсальні сумніви подібного типу приводять нас до незнання Сократа або до невпевненості піронян, що схоже на глибоку воду, де ви не можете знайти дна.
Евдокс: Я визнаю, що коли на це наважуються без гіда наражаються на велику небезпеку, коли не знають броду і що багато людей тут губляться. ("Пошук правди за допомогою натурального світла").

### Сумнів в упередженостях
Серед знань, що є в нашому розумі Декарт розрізняє ті які ми отримали змалечку і ті, які ми отримали з книг чи від наших наставників:
"Оскільки ми були дітьми перед тим як стати дорослими і ми судили то добре, то погано про речі, які представлялися нашим відчуттям коли ми ще не повністю використовували наш розум, багато поспішних суджень не дозволяють нам прийти до знання істини, і нас попереджають таким чином, що немає видимості, яку ми можемо від них звільнити, якщо ми один раз в нашому житті не засумніваємося у всіх речах, де ми знайдемо найменшу підозру в невпевненості". ("Принципи філософії", 1).
Упередженість і сумнів нам заважають добре судити. Отже, ми повинні призупинити наше судження. Під впливом тодішньої скептичної концепції, картезіанське припинення судження тим не менше відрізняється від припинення судження у скептиків, яке походить від рівноваги причин встановленої суперечливими причинами вірити в ту чи іншу річ. У скептиків сумнів веде до атараксії, стану щастя і відсутності неприємностей. Навпаки, у Декарта сумнів - це основоположний момент у просуванні знання.

### Сумнів у відчуттях
Ми повинні сумніватися не тільки в наших упередженнях здобутих в ході виховання, а й в упередженнях отриманих від наших відчуттів, тому що відчуття  можуть бути оманливими, як показує приклад оптичних ілюзій. Роблячи більш радикальним цей звичайний дослід (образ палички переломленої у воді), Декарт,у першому метафізичному міркуванні, приходить до узагальненого сумніву щодо відчуттів: чи не могло б бути так, що наші відчуття обманюють нас весь час як у сні чи під час божевілля?

### Гіперболічний сумнів гіпотеза про хитрого генія
Цей сумнів змушує його ставити під сумнів існування всіх матеріальних речей, його тіла, а отже, і самого існування навколишнього світу. Але все ще є деякі істини, які нам здаються дуже очевидними, тому що вони стосуються найпростіших елементів: таких як математичні істини. Тим не менш, трапляється, що ми помиляємось, обчислюючи; але це ще не є найбільш радикальним сумнівом, що ми можемо осягнути, тому що ми можемо висунути гіпотезу про "Бога обманщика", "хитрого генія", який би створив нас, такими щоб ми завжди помилялися.
"Отже, я припущу, що є не справжній Бог, суверенне джерело істини, а якийсь поганий геній не менш хитрий і обманливий, ніж могутній, який використав все своє вміння, щоб мене обдурити. Я думатиму, що небо, повітря, земля, кольори, фігури, звуки та всі зовнішні речі, які ми бачимо, - це лише ілюзії та обман, які він використовує, щоб здобути обманом мою довірливість. Я буду вважати, що я не маю ні рук, ні очей, ні плоті, ні крові, тому що не маю жодних відчуттів, але помилково вірю, що маю всі ці речі. Я залишатимусь вперто прив’язаним до цієї думки; і якщо таким чином не в моїх силах досягнути знання будь-якої істини, щонайменше в моїх силах призупинити судження (Перша метафізична медитація).
Тоді сумнів стає гіперболічним, і його довільний характер навіть робить з нього метафізичний сумнів, оскільки він більше не стосується лише почуттів і суджень, які ми можемо сформулювати з їх свідчень; цей сумнів є формулюванням гіпотези про те, що помилка та ілюзія онтологічно пов'язані з нашим розумом, і що вони можуть бути радикальними та непереборними; ніщо тоді не може вважатися абсолютно певним. І навіть математичні істини, якими очевидними вони не були б для нащого розуміння, можуть бути результатом обману, жертвами якого ми є.
Методичним застосуванням цього гіперболічного сумніву ми можемо прийти до незмоги вважати щось за абсолютно певне, до незмоги будь-що вважати істинним чи хибним, до того що жодну живу істоту не можна вважати реальною.

### Друга медитація: Відчуття нас не обдурюють
В другій метафізичній медитації Декарт показує на прикладі шматка воску, що це не наші відчуття нас обдурюють, а судження, які ми формулюємо на основі їхніх свідчень. Саме розум сприймає шматок воску як протяжну речовину поза зовнішнім виглядом, кольорами і запахами, які ми можемо йому запозичити. Таким чином, якщо є помилка, вона може  походити від поквапливості судити про те, що ми отримуємо за допомогою сприйняття; це для нас ознака недосконалості і невичерпне джерело помилок.